# 24749 Grebel
24749 Grebel è un asteroide della fascia principale. Scoperto nel 1992, presenta un'orbita caratterizzata da un semiasse maggiore pari a 3,1926205 UA e da un'eccentricità di 0,1662514, inclinata di 19,63918° rispetto all'eclittica.